# General Airborne Transport XCG-16
XCG-16 là một loại tàu lượn xung kích/vận tải quân sự của Không quân Lục quân Hoa Kỳ, do hãng General Airborne Transport Co. chế tạo cạnh tranh với loại Waco CG-13A ở Wright Field.

## Biến thể
Bowlus-Criz MC-1 – mô hình tỉ lệ 1/2
Airborne and General MC-1
General Airborne Transport XCG-16

## Tính năng kỹ chiến thuật
Dữ liệu lấy từ indianamilitary.org
Đặc điểm tổng quát
- Kíp lái: 2
- Sức chứa: 42 lính hoặc 10.050 lb (4.570 kg) hàng hóa
- Chiều dài: 48 ft 4 in (14.72 m)
- Sải cánh: 91 ft 10 in (27.98 m)
- Chiều cao: 18 ft 4 in (5.58 m)
- Diện tích cánh: 1,139 ft2 (105.9 m2)
- Tỉ số mặt cắt: 7.4
- Trọng lượng rỗng: 9.480 lb (4.310 kg)
- Trọng lượng có tải: 19.540 lb (8.880 kg)

Hiệu suất bay
- Vận tốc cực đại: 220 mph (354 km/h)